# Chrysiptera flavipinnis
Chrysiptera flavipinnis és una espècie de peix de la família dels pomacèntrids i de l'ordre dels perciformes.

## Morfologia
Els mascles poden assolir els 8 cm de longitud total.

## Distribució geogràfica
Es troba des de Papua Nova Guinea fins al Mar del Corall, Gran Barrera de Corall i l'est d'Austràlia fins a Sydney.